# Bataille d'Étampes (604)
Guerre civile mérovingienne
La bataille d'Étampes de 604 est un épisode de guerre qui vit l’armée du roi de Neustrie Clotaire II, commandée par le maire du palais Landéric, battue par la coalition de Thierry II (« Théodoric ») et de son frère Thibert II (« Théodebert »), respectivement roi de Burgondie et d’Austrasie. Cette bataille eut lieu sur le territoire d'Étampes, le 25 décembre d’une année donnée, traditionnellement et avec incertitude, pour l'année 604. Cette bataille nous est connue grâce aux chroniques de Grégoire de Tours, de Frédégaire et d'Aimoin de Fleury.

## Contexte
À la mort de Childebert, en 596, ses États avaient été partagés entre ses fils Théodoric (Burgondie) et Théodebert (Austrasie), placés sous la tutelle de la reine Brunehaut. Celle-ci gouvernait au nom de ses petits-fils qu'elle incitait à attaquer la Neustrie.
Vers 600, Théodoric et Théodebert avaient vaincu Clotaire lors de la bataille de Dormelles, près de Montereau. Clotaire avait survécu à la bataille, mais la Neustrie avait été répartie entre les deux frères vainqueurs, Clotaire ne gardant que les villes de Rouen, Amiens et Beauvais. Clotaire, aspirant à recouvrer ses provinces, préparait sa revanche.
Vers 603, Brunehaut se trouvait auprès de Théodoric et complotait afin de placer son amant Protadius, romain de naissance, au poste de maire du palais à la place du franc Bertoald, « un homme sage et prudent, vaillant dans les combats, fidèle à la garde du prince »
Afin d'éloigner et sans doute d'éliminer Bertoald (Il est possible que Brunehaut était informée du projet de Clotaire de rompre la paix), celui-ci fut chargé d'aller recueillir entre Seine et Manche les revenus des possessions neustriennes de Théodoric, avec une escorte réduite de trois cents hommes de guerre.

## Premier accrochage

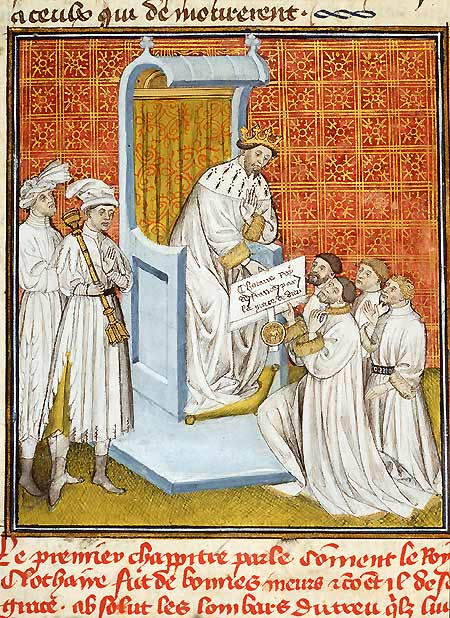
Clotaire II

Pendant que Bertoald partait pour sa mission, l'impulsif maire du palais de Clotaire, nommé Landéric, vaincu de la bataille de Dormelles, partait en expédition avec un corps d'armée et en compagnie du fils en bas âge de Clotaire, Mérovée, dont la présence royale était censé galvaniser ses troupes superstitieuses. Apprenant que Bertoald s'adonnait aux plaisirs de la chasse dans la forêt d'Arelaune, Landéric  passait la Seine pour l'attaquer.
Largement inférieure en nombre, la troupe de Bertoald ne put que se réfugier in extremis derrière les murailles de la cité d'Orléans, accueillie par l'évêque Austrin, alors que quelques-uns de ses guerriers étaient envoyés chercher du secours auprès de Brunehaut et de Théodoric.

## Siège d'Orléans
Orléans est rapidement assiégée par l'armée neustrienne. Le 11 novembre, « jour de la Saint Martin », Bertoald, défiant Landéric en combat singulier pour éviter une bataille inégale, se voit opposer un refus, mais promet un futur combat : « La crainte te retient, je le vois : eh bien ! nos maîtres ne tarderont pas à en venir aux mains ; alors, si tu le préfères, revêtus l'un et l'autre d'habits d'écarlates, nous combattrons au milieu de la mêlée ; là tu pourras éprouver ma lâcheté et ta propre valeur. »
Pendant ce temps, apprenant la nouvelle de l'attaque des Neustriens, Théoderic lève en effet une armée et se met en marche entre l'Yonne et la Loire en direction d'Orléans tandis que Théodebert marche sur la Neustrie.

## Bataille d'Étampes

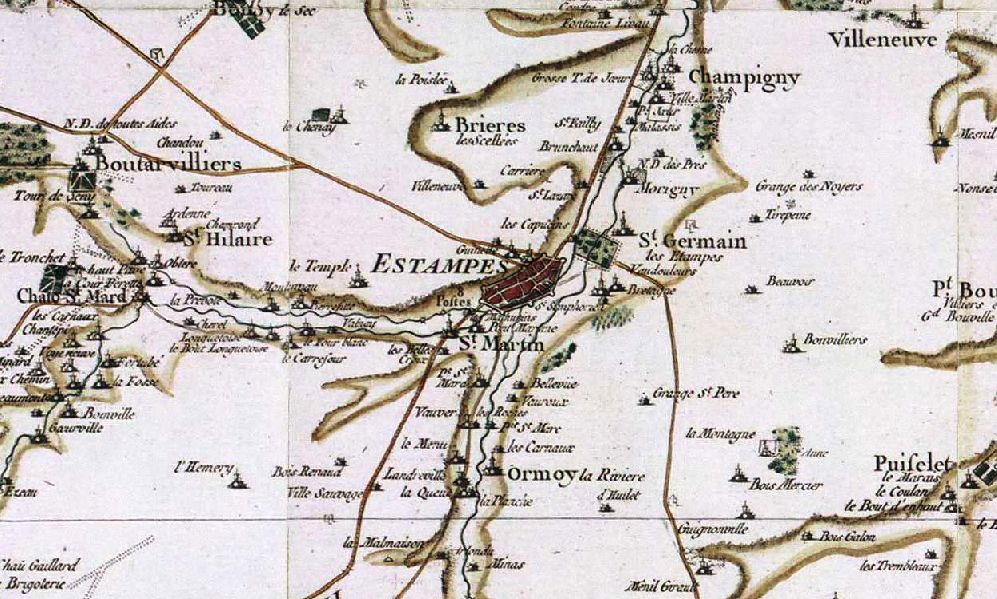
Étampes

En apprenant l'arrivée de l'armée burgonde, Landéric, trop éloigné de Paris, se replie alors sur Étampes, poursuivi par Théodoric et Bertoald qui a rejoint son roi.
Landéric décide alors de faire face, en positionnant son armée sur la plaine dominant la ville à l'ouest, de manière à profiter du fractionnement de l'armée burgonde lors du passage des gués traversant les marais formés par les rivières et les affluents de la région (Louette, Chalouette ou Juine).
Le 25 décembre, l'armée de Theodoric emprunte le passage qui la sépare de ses ennemis, mais est retardée par l'étroitesse du gué. Le combat se trouve engagé à l'avantage de l'armée de Clotaire avant que l'armée bourguignonne n'ait fini de traverser.
Bertoald, «tout vêtu de rouge», à la tête de l'avant-garde, se précipite parmi les Neustriens à la recherche de Landéric qu'il provoque à grands cris. D’après Frédégaire, Bertoald, ayant appris sa disgrâce et la perte de ses anciennes fonctions, préférait mourir avec honneur sur le champ de bataille, que de vivre dans la honte le restant de ces jours. « Après avoir généreusement combattu de tout son pouvoir », terrassé par le nombre, Bertoald meurt, mais l’armée de Theodoric, qui a achevé de traverser le marais et « étant animée à la vengeance », écrase les Neustriens, contraignant Landéric à s'enfuir en laissant le jeune Mérovée à la merci des Bourguignons. Certains historiens estimèrent que plus de trente mille hommes moururent au cours de cette bataille.

## Conséquences
Théoderic, entré en vainqueur à Paris, s'apprêtait à aller prêter main-forte aux forces austrasiennes de son frère qui devaient normalement être aux prises avec le dernier corps d'armée de Clotaire quand Brunehilde et Théoderic apprirent la signature d'un traité de paix à la villa de Compiègne (Compendium) entre Chlotaire et Théodebert. Les leudes et la femme du faible Théodebert, par peur de la puissance qu'aurait possédée Brunehilde après la ruine de Clotaire, l'avait entraîné à trahir la cause de sa maison. Les années 610 seront marquées par la guerre entre les deux frères.